# Julius Blaeser
Julius Wilhelm Blaeser, auch in der Schreibweise Bläser (* 1814 in Düsseldorf; † 22. August 1834 ebenda), war ein deutscher Historienmaler der Düsseldorfer Schule.

## Leben
Blaeser, jüngerer Bruder des Bildhauers Gustav Blaeser, studierte seit 1833 an der Kunstakademie Düsseldorf Malerei. Sein Lehrer war dort der Historienmaler Karl Ferdinand Sohn, der seine Leistungen mit „sehr gut“ bewertete. Im August 1834 ertrank er bei einem Bad im Rhein vor Düsseldorf. Blaesers Bruder Gustav gedachte seiner durch zeichnerische Entwürfe zu einem Erinnerungsmal. Diese Entwürfe führten zur Ausführung einer Bildnisstatuette, die vermutlich 1834 in Berlin entstand und sich heute in der Sammlung des Museums Kunstpalast befindet.